# Анит (титан)
Анит (др.-греч. Ἄνυτος) — в древнегреческой мифологии титан, воспитавший Деспину (Владычицу) согласно преданию аркадян, о котором сообщает Павсаний.
Его каменную статую работы Дамофона упоминает Павсаний при описании святилища Деспины (Владычицы) в Ликосуре в Аркадии:

За статуей Владычицы стоит Анит в виде вооруженного мужа: состоящие при храме говорят, что Владычица была воспитана Анитом и что и Анит является одним из так называемых Титанов.
В мифологических источниках, где обычно перечисляются титаны, он не упоминается.